# Victor Leplus
Victor Leplus, all'anagrafe Louis Henri Victor Leplus (Lilla, 22 marzo 1798 – Lilla, 17 maggio 1851), è stato un architetto francese.

## Biografia
Si iscrisse nel 1819 presso l'Académie des beaux-arts; fu allievo di Antoine-François Peyre.

## Realizzazioni
- Ricostruzione del carcere di Hazebrouck
- Monumento al Duca di Berry nella chiesa di San Maurizio a Lilla
- Palazzo di giustizia di Avesnes-sur-Helpe (1827-1829)[1]
- Prigione di Dunkerque (1830-1832)
- L'ex palazzo di giustizia e carcere di Lilla (1831-1839)[2]
- Hôtel des Archives (1839-1844) a Lilla[3], demolito negli anni Ottanta